# Horak
Horak je priimek v Sloveniji, ki ga je po podatkih Statističnega urada Republike Slovenije na dan 1. januarja 2010 uporabljalo 6 oseb.  

## Pomembni slovenski nosilci priimka
- Hilda Horak (1914-1995), pianistka, klavirska pedagoginja, prof. AG
- Janez Horak /Ivan (Jan) Nepomuk Horak (1818-1893), slovenski obrtnik, organizator in politik (češkega rodu)
- Josip Horak
- Marija Horak (Marija Murnik)
- Marina Horak (1944-2018), pianistka, čembalistka, pedagoginja

## Pomembni tuji nosilci priimka
- Jiři Horák (1884-1975), češki slavist, folklorist, etnograf, literarni komparativist, akademik in diplomat
- Lukáš Horák (*1993), češki hokejist, tudi v Slov.